# Carlotta Cerquetti
Carlotta Cerquetti (Roma, 25 giugno 1965) è una regista italiana.

## Biografia
Dopo la maturità classica studia fotografia allo IED di Roma e prosegue la sua formazione come assistente nello studio del fotografo Hiro (Yasuhiro Wakabayashi), a New York City. Come fotografa freelance, collabora con la rivista Epoca e con altre testate italiane e straniere. Nel 1994 segue un corso di cinema alla New York University.
Dal 1995, scrive, dirige e realizza a volte anche le riprese e il montaggio di documentari, cortometraggi e video musicali. Tra i riconoscimenti ricevuti dai suoi lavori, due candidature al David di Donatello (Binari, Harry’s Bar), la partecipazione alle Giornate degli Autori di Venezia con il documentario Harry’s Bar (Premio Open 2015, Menzione speciale Nastri d'argento, acquistato da Netflix Italia), la presentazione di Linfa (dal 2020 su Amazon Prime Video e su Chili) alla Festa del Cinema di Roma 2018. Dal 2021 fa parte del direttivo di Women in Film Television & Media Italia.

## Filmografia

### Cortometraggi
- Interno 12 (1995)
- Binari (1996)
- Fuochino (1998)
- The Golden Bough - Giosetta Fioroni per Valentino (2014)

### Documentari
- Mestieri nell'ombra (2002)
- Drag Queen College (2003)
- Il nostro Rwanda (2007)
- Ageroland (2010)
- Harry's Bar (2015)
- Linfa (2018)

## Riconoscimenti
- 1994 – ValdarnoCinema Film Festival
  - Miglior opera prima a Interno 12
- 1994 – Festival internazionale del cinema di Adalia
  - Akman Award a Interno 12
- 1996 – Brussels Film Festival
  - Best European Short a Binari
- 1997 – Capalbio cinema
  - Miglior corto italiano a Fuochino
- 1997 – ValdarnoCinema Film Festival
  - Migliore sceneggiatura a Fuochino
- 1999 – David di Donatello
  - Candidatura al David di Donatello per il miglior cortometraggio a Fuochino
- 2012 – Premio Rossellini
  - Ad Ageroland
- 2012 – Napoli Film Festival
  - Premio Lab80 ad Ageroland
- 2015 – Mostra internazionale d'arte cinematografica
  - Premio Open sezione Giornate degli Autori a Harry's Bar
- 2016 – Nastro d'argento
  - Menzione speciale documentari a Harry's Bar
- 2016 – David di Donatello
  - Candidatura al David di Donatello per il miglior documentario a Harry's Bar